# Félicie de Fauveau
Pour les articles homonymes, voir Fauveau.
Félicie de Fauveau née à Livourne (Italie) le 24 janvier 1801 et morte à Florence le 12 décembre 1886 est une sculptrice française.
Représentante majeure du style troubadour, son œuvre, qui préfigure le préraphaélisme, a eu une grande influence sur des auteurs romantiques comme Alfred de Musset et Alexandre Dumas.

## Biographie

### Enfance et famille
Félicie de Fauveau naît le 24 janvier 1801 à Livourne. Son père, Alexandre de Fauveau, descend d'une famille de financiers anoblie par charge de secrétaire du roi quatre générations auparavant, qui s'est installée en Italie peu avant la Révolution. Il s'est marié à Canteleu, le 10 frimaire an VIII, avec Anne, fille de Jean Véry de La Pierre, receveur des douanes à Rouen et de Marie-Archange Palyart, avec laquelle il a quatre enfants, dont Félicie est l'aînée. Sa tante Constance de La Pierre, née le 4 janvier 1776 à Rouen et épouse de Louis Lézurier de La Martel, est artiste-dessinateur, élève de Jacques-Antoine-Marie Lemoine.

### Débuts en sculpture
En 1814, lors de la Restauration, la famille de Fauveau, ruinée par de mauvais placements, rentre en France. Félicie fréquente le salon de la duchesse de Berry qui a le même âge qu'elle, et décide d'être artiste. Elle commence par peindre, travaillant dans l'atelier de Louis Hersent, puis, sous l'inspiration de Paul Delaroche, elle apprend la sculpture en autodidacte avec son frère cadet Hippolyte. Elle fut également l'élève du peintre français Bernard Gaillot.
Proche du peintre Ary Scheffer, Félicie de Fauveau trouve son inspiration dans sa passion pour le Moyen Âge. Étant, avec Marie d'Orléans, l'une des pionnières comme sculptrice, elle expose au Salon de 1827 deux bas-reliefs inspirés par Walter Scott : Sujet tiré du roman de l'Abbé, par Walter-Scott et Christine reine de Suède, refusant de faire grâce à son grand écuyer Monaldeschi. Lors de sa visite, Alexandre Dumas tombe en arrêt devant ce dernier et décide d'en tirer une pièce, Christine, qui est reçue au Théâtre-Français six mois plus tard. Son groupe en bas-relief Christine à Fontainebleau lui vaut de vifs éloges de Stendhal.
Au salon de 1830, elle obtient une médaille pour un bénitier représentant Saint Denis ressuscitant pour bénir l'eau baptismale de la France.

### L'affaire de la Vendée et la prison
Revendiquant indépendance et goûts masculins, elle participe activement à l'insurrection royaliste dans l'Ouest de la France en 1832, durant laquelle elle se lie avec Félicie de Duras, comtesse de La Rochejaquelein. Arrêtée, elle passe huit mois en prison avant d'être finalement acquittée. Elle retourne alors en Vendée, mais doit finalement fuir le pays, sa tête étant mise à prix après l'arrestation de la duchesse de Berry.

### L'exil
Après Bruxelles, elle se réfugie en 1834 à Florence, où elle est accueillie par le sculpteur Lorenzo Bartolini, et se consacre pleinement à son art en compagnie de son frère Hippolyte. Son Monument à Dante, conçu avant 1830, est sculpté de 1830 à 1836. Elle y rencontre les Hanski et Honoré de Balzac, va voir également le comte de Chambord à Rome en janvier 1840, et reçoit la visite du tsar Nicolas Ier le 9 décembre 1845.
À Florence, durant cinq décennies, elle apprêta dans la statuaire monumentale et domestique les formes d'une esthétique néo-gothique et néo-Renaissance inspirée. Sa Lampe de saint Michel et l'opuscule qui l'accompagne (Paris, Didot, 1832) en furent le manifeste. Sans fuir dans la nostalgie, et avec la lucidité des romantiques, Félicie de Fauveau poursuivit l'inscription dans la sculpture des règles de pensée et moralité qui firent l'ancien royaume de France. Il n'est pas étonnant que les expressions et les objets d'un art contre-révolutionnaire aient pu être ignorés de l'historiographie du XIXe siècle français, largement soumise aux injonctions de la commande gouvernementale et aux institutions qui la soutiennent.
Elle meurt le 12 décembre 1886 à Florence, où elle est enterrée au cimetière San Felice a Ema. Sur sa tombe est inscrit « Vendée », ainsi que la devise « Labeur, honneur, douleur ».

## Œuvres

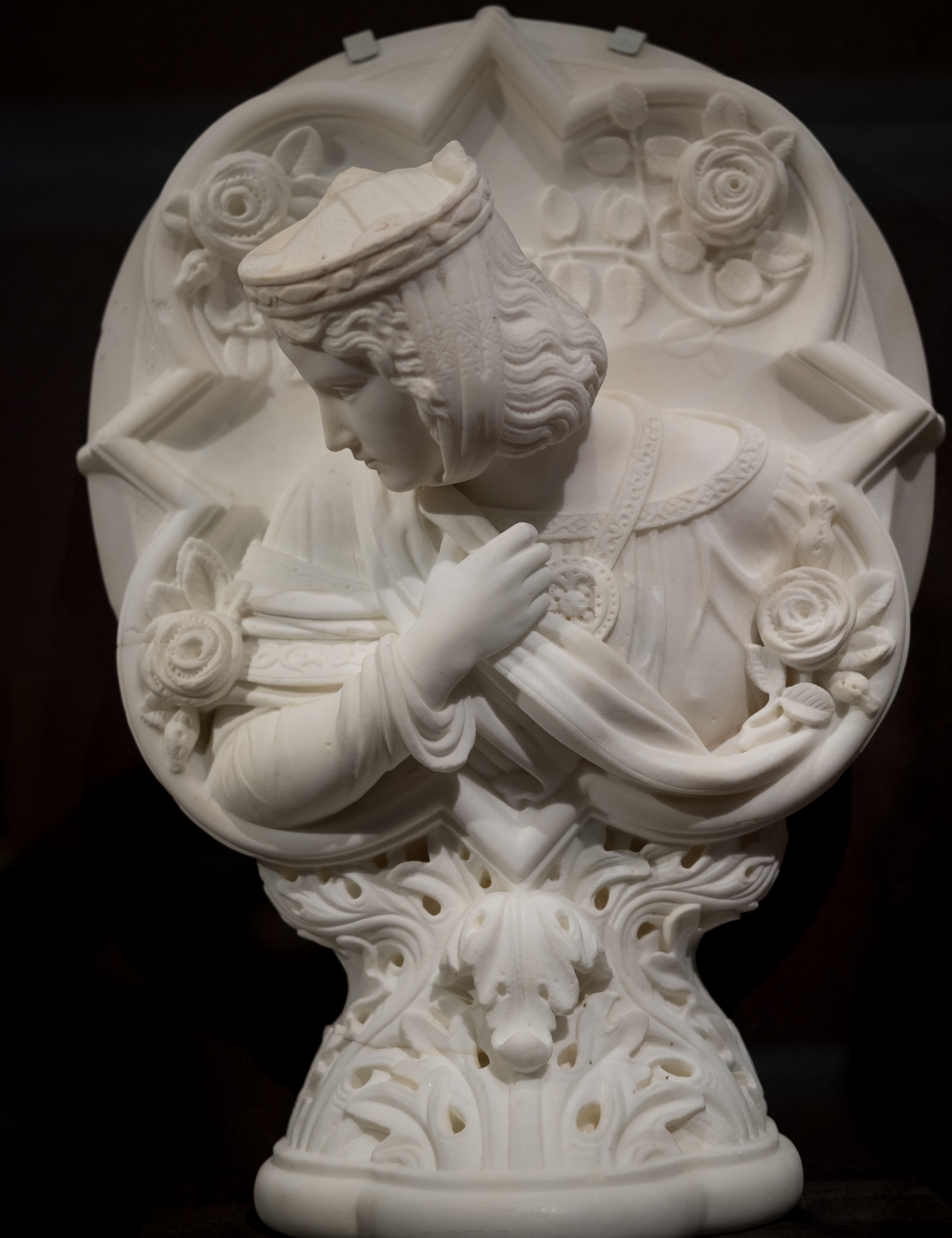
Élisabeth de Hongrie (1851), Art Institute of Chicago.

- Christine de Suède refusant de faire grâce à son écuyer Monaldeschi, 1827, plâtre, musée de Louviers.
- Lampe de saint Michel, 1830, bronze polychrome, 90 × 34 × 36 cm, fondu par Jean Honoré Gonon, Paris, musée du Louvre.
- Buste funéraire d'enfant, après 1833, Toulouse, musée des Augustins[10].
- Monument à Dante : Paolo et Francesca, 1830-1836, collection particulière[11].
- Le Miroir de la vanité, sculpture en bois, refusé au Salon de 1839, exposé au Salon de Rouen en 1845, localisation inconnue[12].
- Monument consacré à la mémoire du baron Gros par Mlle Sarazin de Belmont, 1847, Toulouse, musée des Augustins[13].
- Dague, 1850, argent oxydé, lame en acier incrusté d'or, Paris, musée du Louvre[14].
- Élisabeth de Hongrie, 1851, marbre, Art Institute of Chicago.
- L'âme se détachant des sentiments terrestres, 1852, bénitier, Douai, musée de la Chartreuse[15].
- Santa Reparata, 1855, terre-cuite polychrome, ancienne collection Wiitgenstein, Paris, musée du Louvre[16].
- Ange musicien, 1863, sculpture en ronde-bosse en marbre de Carrare, probablement un monument funéraire dédié à un jeune homme, Bourg-en-Bresse, monastère royal de Brou.

Œuvres de Félicie de Fauveau
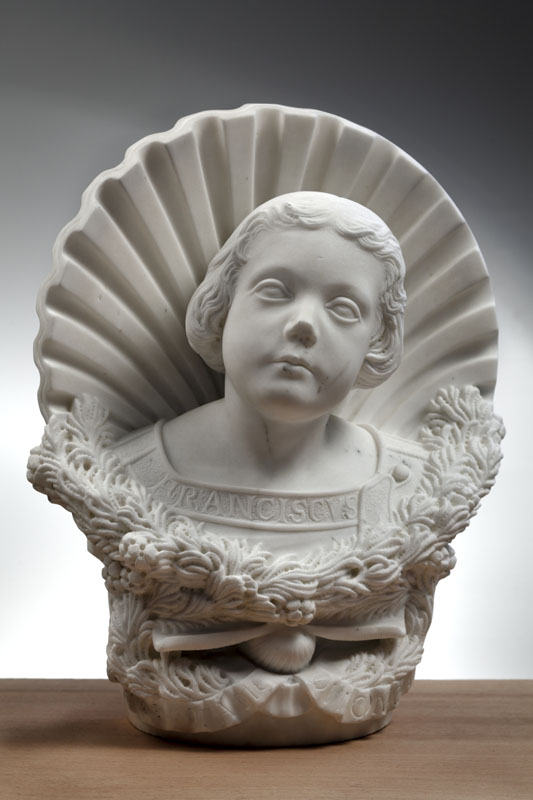
Buste funéraire d'enfant (après 1833), Toulouse, musée des Augustins.
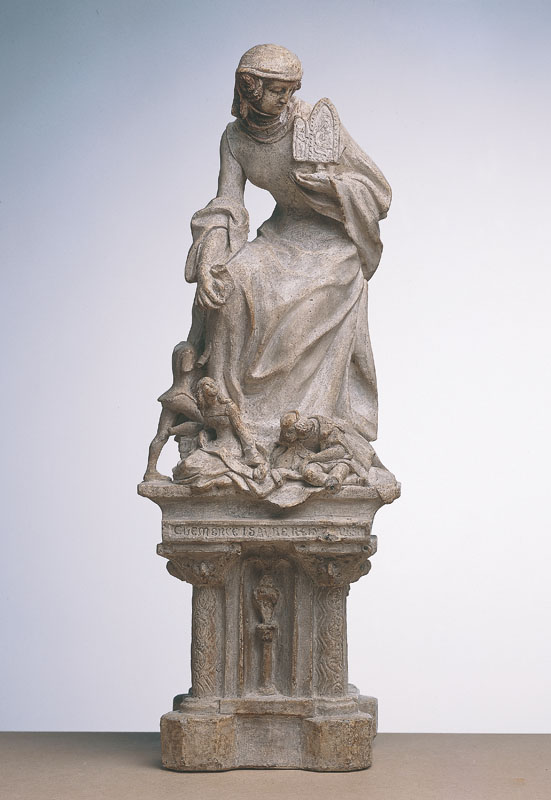
Maquette pour un monument à Clémence Isaure (1845), Toulouse, musée des Augustins.
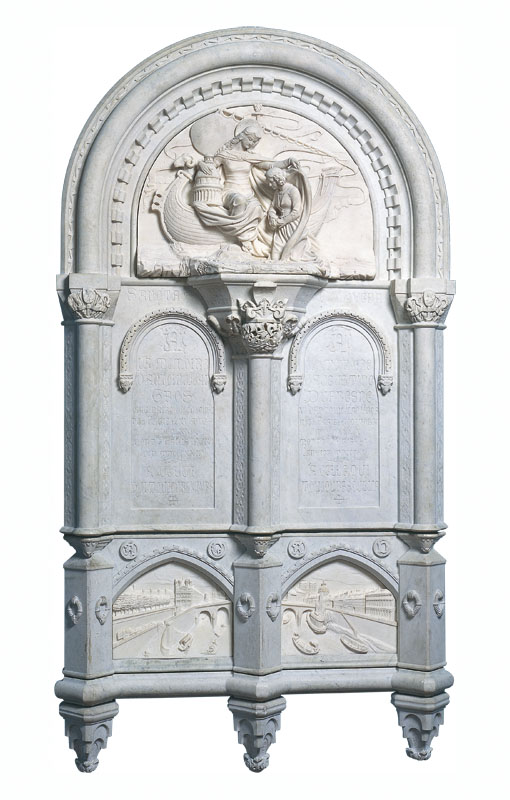
Monument au baron Gros (1847), Toulouse, musée des Augustins.
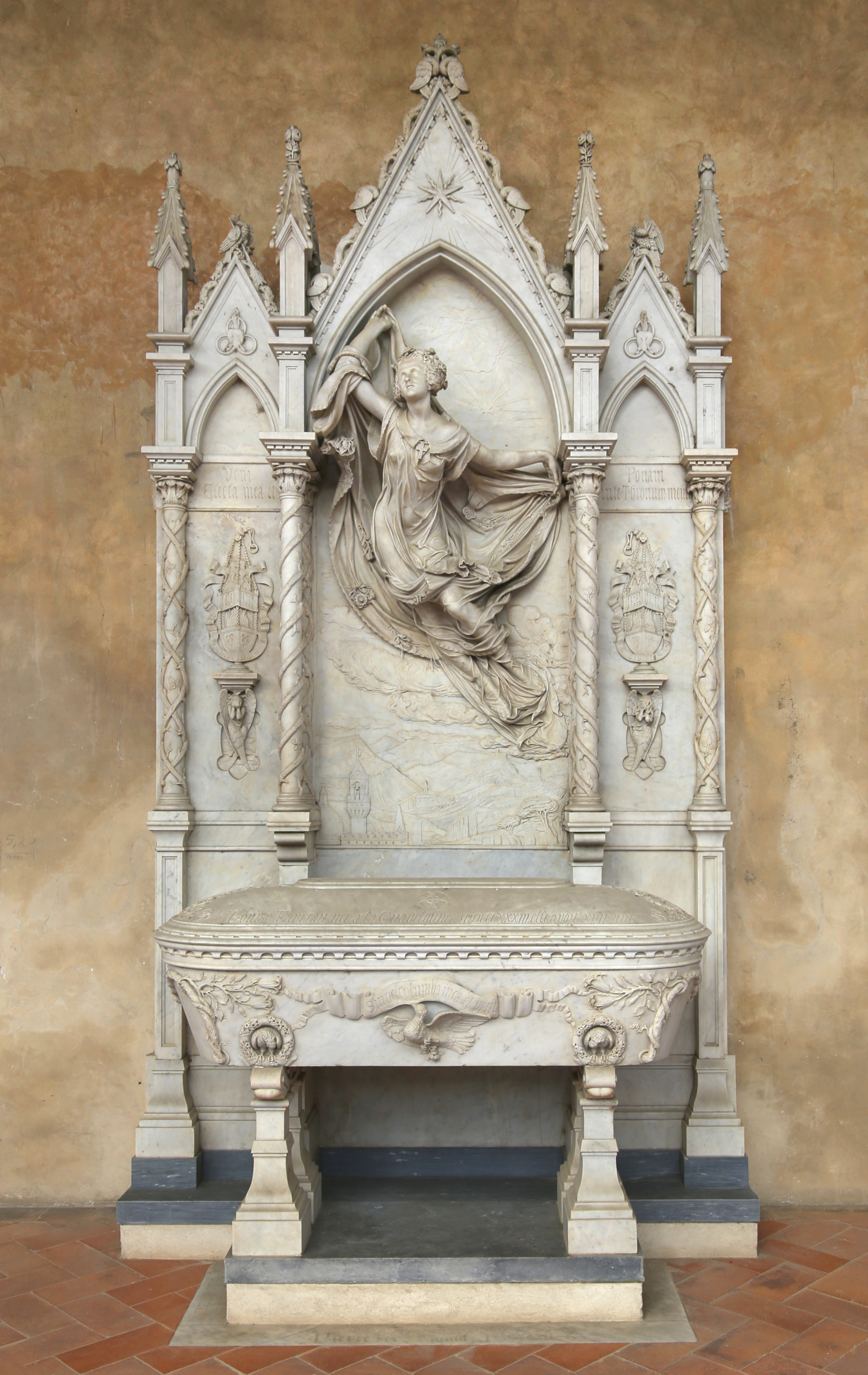
Monument à Louise Favreau (1854), Florence, basilique Santa Croce
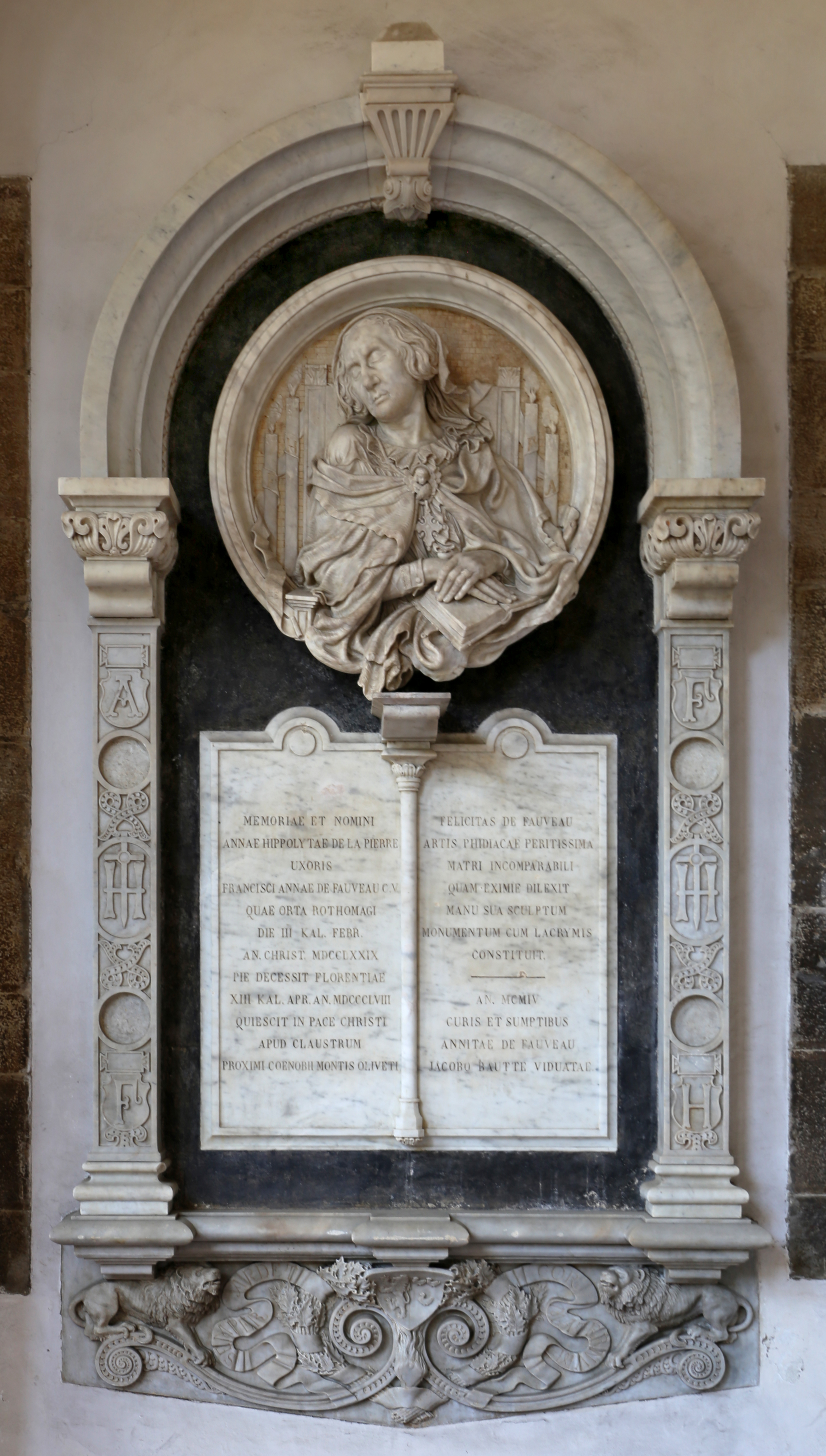
Monument à Anna de Fauveau (1859), Florence, église Santa Maria del Carmine.
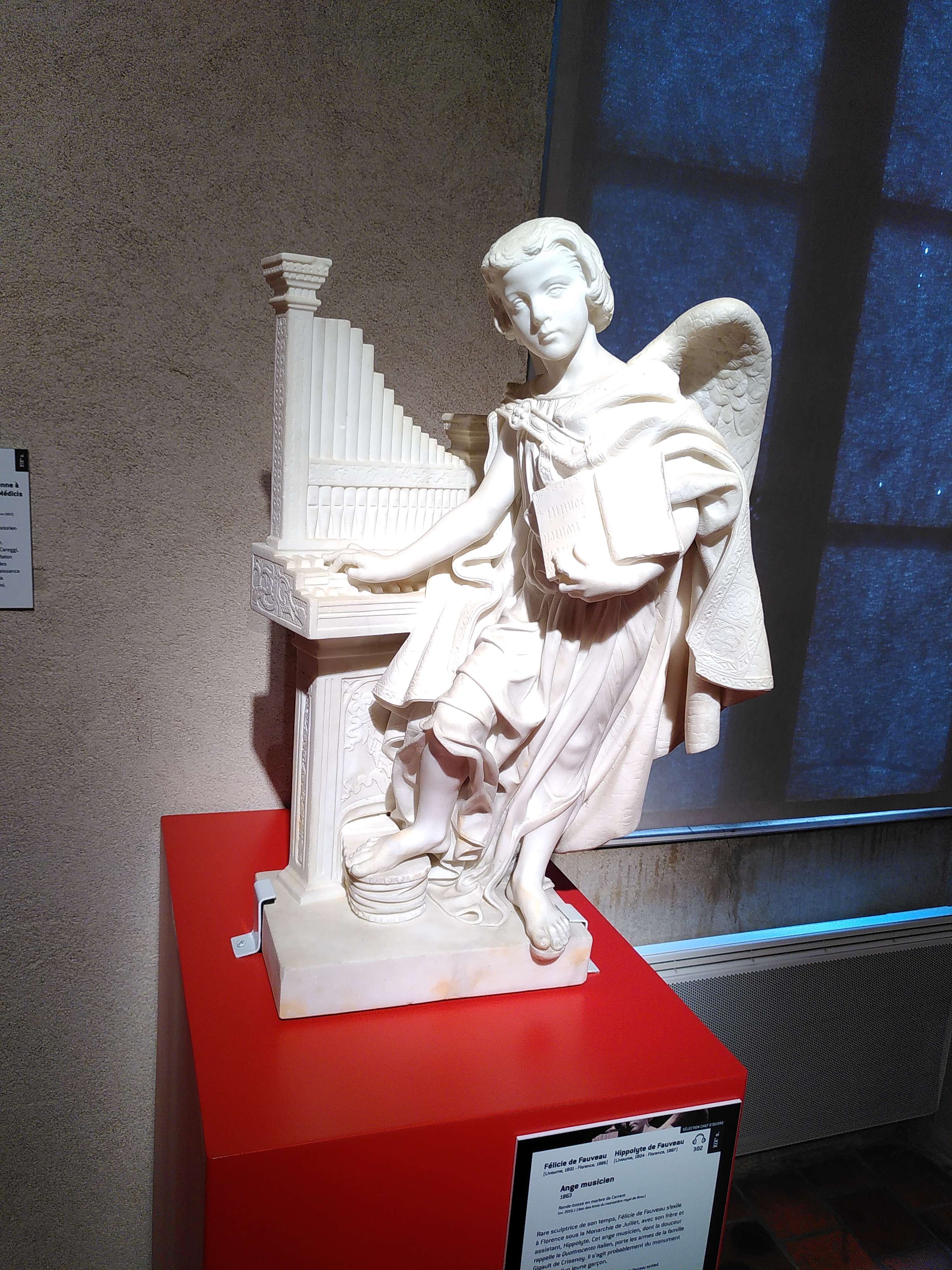
Ange Musicien (1863), Monastère royal de Brou.

## Expositions
- Félicie de Fauveau, l'amazone de la sculpture, Les Lucs-sur-Boulogne, Historial de la Vendée, du 15 février au 19 mai 2013, puis à Paris au musée d'Orsay du 11 juin au 15 septembre 2013. Catalogue édité par Gallimard et le musée d'Orsay.